# Wielkopolska
Wielkopolska (łac. Polonia Maior) – kraina historyczna w środkowej i zachodniej Polsce, na Pojezierzu Wielkopolskim i Nizinie Południowowielkopolskiej, w dorzeczu środkowej i dolnej Warty; dzielnica historyczna Polski.
Historycznymi stolicami Wielkopolski są Poznań i Kalisz.
Wielkopolska nie posiada herbu. Pierwotny herb Wielkopolski, nadany przez Kazimierza III Wielkiego, jest współcześnie herbem województwa kaliskiego.
Patronką Wielkopolski jest księżna kaliska bł. Jolenta Helena z dynastii Arpadów, żona Bolesława Pobożnego – księcia Wielkopolski, którego bratankiem był król Przemysł II.
Władcy Wielkopolski (książęta poznańscy i książęta kaliscy) pochowani zostali w Złotej Kaplicy i w kolegiacie św. Pawła Apostoła w Kaliszu.

## Nazwa
Nazwa Wielkopolska ma metrykę średniowieczną i jest stosowana od połowy XIII wieku. Wcześniej na określenie tego regionu używano łacińskiej nazwy Polonia, czyli Polska. Historycznie pierwsza wzmianka pojawiła się w dokumentach zapisanych po łacinie w 1257 gdzie odnotowano ją jako Polonia Maior, w 1262 Maior Polonia, 1302 Mayor Polonia, 1339 Polonia Magna, w 1382 po niemiecku tzu Grossen Polan, 1390 Gross Polen, 1449 w staropolskich odmianach w Wyelgey Polscze, w Wyelkey Polscze.
Ekspansja państwa Polan w X wieku sprawiła, że pierwotne terytorium plemienne Polan, początkowo określane jako Polonia, później zaczęto nazywać Polonia Maior (w odróżnieniu od Polonia Minor – Małopolski). Pierwszym, który w zachowanych dokumentach użył nazwy „Wielkopolska” (Polonia Maior), był Maciej z Lubinia, benedyktyn z klasztoru w Lubiniu i notariusz księcia kaliskiego Boleslawa Pobożnego, który wymienił nazwę „Wielkopolska” (łac. Polonia Maior) w łacińskojęzycznym dokumencie z 15 czerwca 1257.
Od nazwy Wielkopolski oraz zamieszkujących ją słowiańskiego plemienia Polan pochodzi nazwa kraju leżącego w Europie środkowej o nazwie Polska.

## Położenie
Wielkopolska leży na terenie środkowej Polski w Europie środkowej. Graniczy z Pomorzem Zachodnim, Pomorzem Gdańskim, Kujawami, ziemią łęczycką, ziemią sieradzką, Górnym Śląskiem, Dolnym Śląskiem i ziemią lubuską. Granice regionu zmieniały się na przestrzeni wieków, w związku z czym obecne rozumienie zasięgu terytorialnego Wielkopolski nie jest jednoznaczne.
Geograficznie region Wielkopolski wyznacza zasięg dorzecza Warty, od północy ograniczany doliną rzeki Noteci oraz rozciągającymi się za nią puszczami. Noteć z powodu okalających je bagien już w czasach prahistorycznych stanowiła istotną barierę dla ludzkiego osadnictwa. Terytorium regionu obejmuje swym zasięgiem Pojezierze Wielkopolskie.

## Podział na regiony

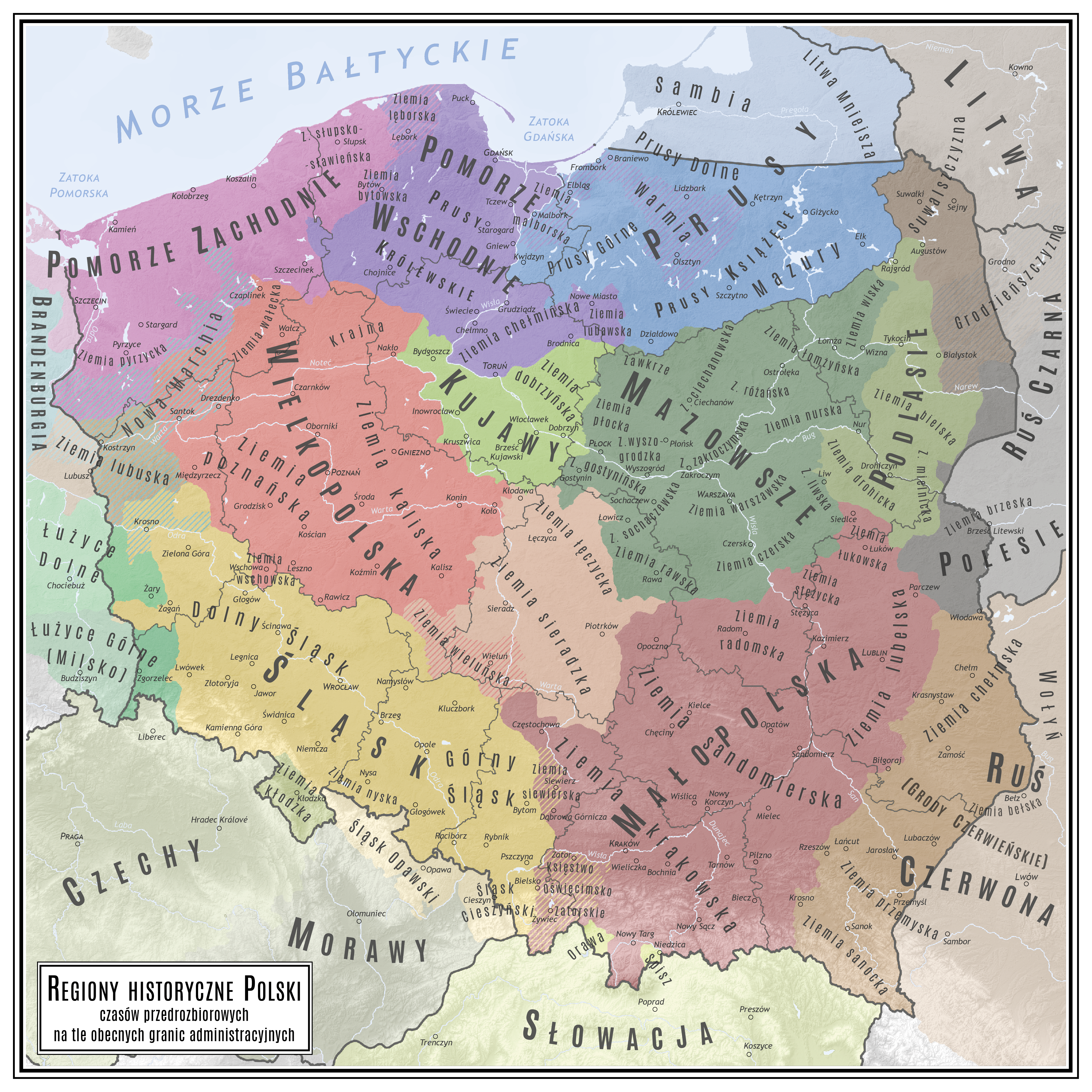
Wielkopolska, ziemia poznańska, ziemia kaliska i inne krainy historyczne Polski na tle współczesnych granic administracyjnych

Dość powszechnie uznaje się obszar tzw. Wielkopolski właściwej, której głównymi miastami są: Poznań, Kalisz, Gniezno, Konin, Piła, Ostrów Wielkopolski, Leszno. Z kolei w rozszerzającym rozumieniu Wielkopolska dzieli się na:
- Wielkopolska właściwa
  - ziemia kaliska (stanowiąca też region etnograficzny Kaliskie)
    - Pałuki
    - Krajna (związana od czasów średniowiecza, niekiedy zaliczana do Pomorza Wschodniego)

  - ziemia poznańska (stanowiąca też region etnograficzny Poznańskie)
    - ziemia wschowska
    - Biskupizna
- ziemia gorzowska / santocka

- ziemia lubuska
- Kujawy z ziemią dobrzyńską
- ziemia łęczycko-sieradzka
  - ziemia łęczycka
  - ziemia sieradzka
  - ziemia wieluńska

Bagnista pradolina rzeki Baryczy stanowiła pierwotnie granicę między Śląskiem a Wielkopolską.
Po ukształtowaniu się województw za Wielkopolskę uważany był obszar 2 województw: woj. poznańskiego i woj. kaliskiego (z którego w 1768 wydzielono jeszcze województwo gnieźnieńskie). Oba województwa podlegały władzy starosty generalnego Wielkopolski (łac. capitaneus Maioris Polonie generalis). Ponadto oba województwa odbywały wspólnie sejmiki ziemskie w Środzie Wielkopolskiej.
Pojęcia „Poznańskie” obecnie używa się przeważnie na określenie tych terenów Wielkopolski, które w okresie 1815–1918 były pod zaborem pruskim. Ziemie te, z Poznaniem, stanowią tylko część całego regionu, leżącą w jego centrum.

## Historia

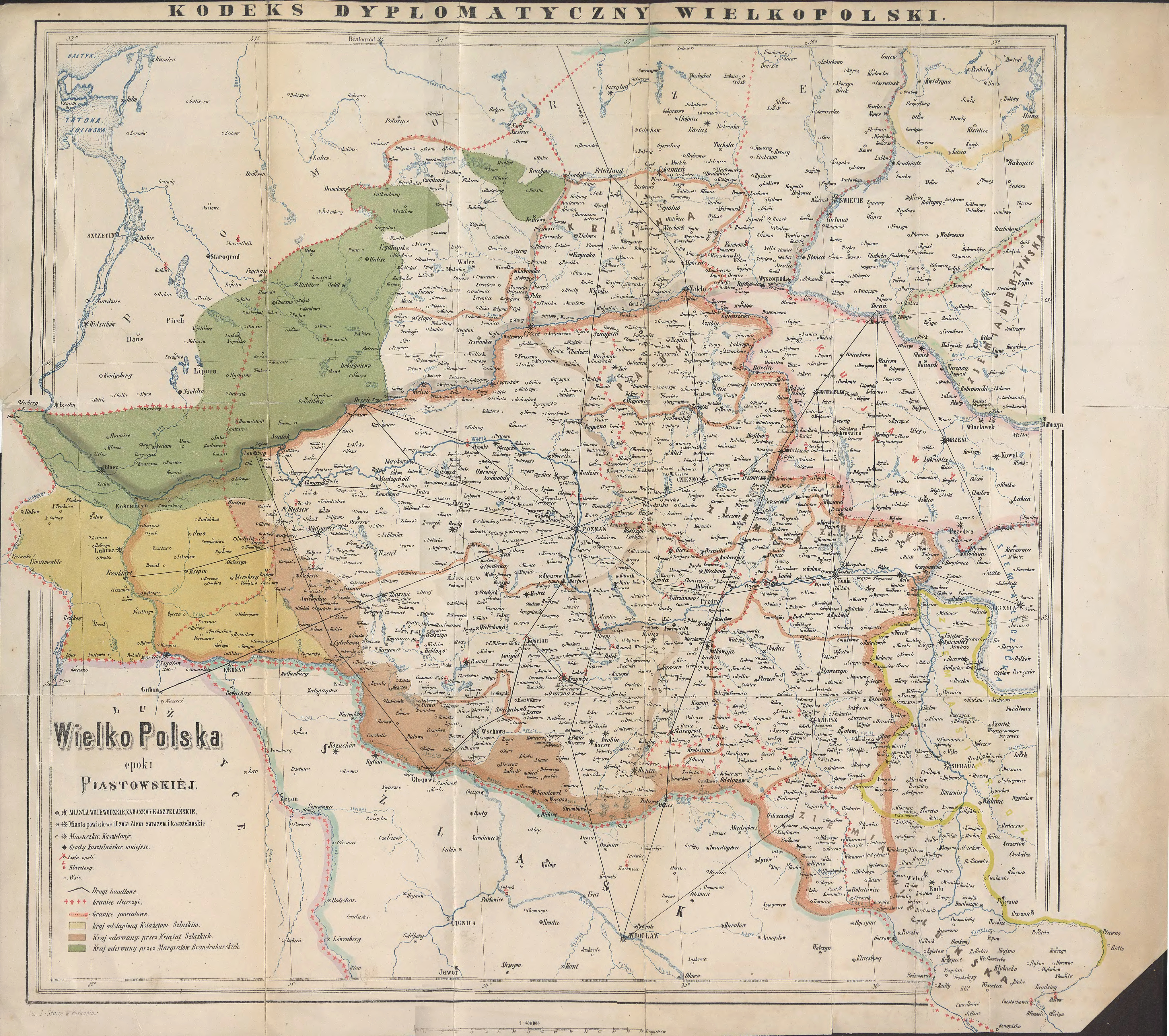
Wielkopolska w czasach piastowskich według Kodeksu dyplomatycznego Wielkopolski

### Prehistoria i starożytność
Pierwsze ślady bytności ludzi na terenie dzisiejszej Wielkopolski pochodzą sprzed około 11 tys. lat p.n.e. z okolic Wschowy. Są to groty oraz ostrza łowców reniferów reprezentujących kulturę ahrensburską. Prawdopodobnie ludzie ci, trudniący się łowiectwem, zbieractwem i rybołówstwem przebywali na terenach Wielkopolski jedynie w sezonie letnim, zaś zimą wędrując na południe. Około tysiąca lat później pojawili się przedstawiciele innej zbieracko-łowieckiej kultury łowców reniferów zwanej świderską.
W kolejnej fazie, około 8000 lat p.n.e., pojawili się ludzie reprezentujący kulturę komornicką, a po nich kulturę janisławicką. Obie te kultury należały do tak zwanej grupy „myśliwych z psem”. Z czasów kultury janisławickiej pochodzą znaleziska Smolnie Wielkim oraz obozowisko odkryte w dolinie Głównej na poznańskim Janikowie. Pojawiali się również okazjonalnie przedstawiciele kultur zbieracko-łowieckich z terenu dzisiejszych północnych Niemiec (pozostawili po sobie ślady obozowiska na Komandorii w dolinie Cybiny).
Na przełomie V i IV tysiąclecia p.n.e. półkoczownicze ludy zbieracko-łowieckie zastąpiły względnie osiadłe ludy rolnicze, stosujące metodę wypaleniskową. Były to ludy kultury ceramiki wstęgowej, początkowo rytej (osada na Szelągu), a następnie kłutej (osady na Dębcu). Ludność ta przybyła na tereny Wielkopolski przez Śląsk i Bramę Morawską z obszarów leżących w dolinie Dunaju. Ślady ich bytności odnaleziono między innymi na zachód od Konina i na Pałukach. Nie jest pewne, czy przedstawiciele tych kultur wywędrowali, zostali wyparci bądź wchłonięci przez następną falę osadników reprezentującą kulturę pucharów lejkowatych, która pojawiła się na tych terenach około 3500 roku p.n.e. W młodszym neolicie zastąpiła ją kultura amfor kulistych, której przedstawiciele zajmowali się głównie pasterstwem. Ludzie ci pozostawili po sobie resztki obozowisk w dolinach Warty i Bogdanki. W tym samym czasie tereny na wschód od Warty odwiedzali przedstawiciele niżej rozwiniętej kultury ceramiki dołkowo-grzebykowej, którzy przybywali z północnego wschodu.
Około 2200 lat p.n.e. zaczęły pojawiać się grupy reprezentujące kultury ceramiki sznurowej, które przez niektórych badaczy uznawane są za pierwszą falę ludności o pochodzeniu indoeuropejskim. W początkach epoki brązu Wielkopolska znalazła się na północnym skraju obszaru objętego kulturą unietycką (z tego okresu pozostały groby na poznańskim wzgórzu św. Wojciecha), której centrum znajdowało się na terenie dzisiejszych Czech. Około 1500 roku p.n.e. miejscowa ludność zaczęła prezentować kulturę pounietycką, zwaną też kulturą przedłużycką.
Od XIII w. p.n.e. rozwija się kultura łużycka. Była to pierwsza na tych terenach kultura epoki żelaza. Nie powstał co prawda żaden duży ośrodek hutniczy, jednak żelazo pozyskiwano na terenie całego regionu z rud darniowych. Do najbardziej znanych stanowisk tej kultury należy osada w Biskupinie. Około roku 500 p.n.e. miała miejsce pokojowa penetracja tych ziem przez północną, zamieszkującą dzisiejsze Pomorze Gdańskie, ludność reprezentującą kulturę pomorską. W ciągu około 100–150 lat obie grupy zasymilowały się. W tym czasie w Wielkopolsce wytworzył się szlak handlowy łączący Półwysep Apeniński z ujściem Wisły (w przebiegu odpowiadał on rzymskiemu szlakowi bursztynowemu).
W IV w. p.n.e. tereny Wielkopolski zostały spustoszone przez najazdy mieszkających na południu Sigynnów, będących odłamem Scytów. Jednocześnie ze wschodu przybyła fala reprezentujących słabiej rozwiniętą kulturę wschodniołużycką. Istnieją hipotezy, że w rzeczywistości współdziałali oni ze Scytami. Nowi przybysze co prawda zdominowali dotychczasowych mieszkańców, lecz przejęli od nich sporo z ich kultury, łącząc ją z elementami własnymi. W ten sposób wykształciła się miejscowa odmiana kultury grobów kloszowych. W III w. p.n.e. zamarła wymiana z południem kontynentu, a poszczególne grupy etniczne zlały się ze sobą.
Około roku 125 p.n.e. pod wpływem kultury przemieszczających się przez Kujawy i Śląsk Celtów oraz wpływów rzymskich wykształciła się w dorzeczu Warty i Wisły kultura przeworska.
Kolejne wieki cechuje istnienie szlaku bursztynowego łączącego Rzym z południowym Bałtykiem. Docierały nim, głównie do wschodniej Wielkopolski, wpływy Rzymskie. W III i II w. p.n.e. ze wschodu na zachód przez południową Wielkopolskę i Kujawy wędrowali Celtowie zaś z północy na południe wzdłuż szlaku bursztynowego różne plemiona germańskie (Skirowie i Bastarnowie w III w. p.n.e., Goci i Gepidowie oraz Burgundowie w III w. n.e.).

### Średniowiecze

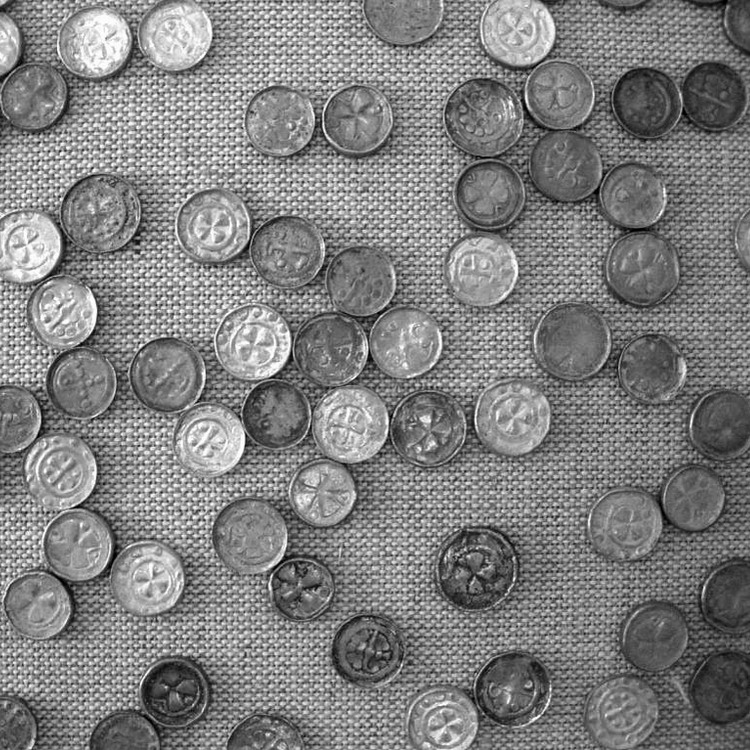
Część skarbu ze Słuszkowa, Muzeum Okręgowe Ziemi Kaliskiej w Kaliszu

Handel zamarł w V wieku, kiedy to trwały najazdy Hunów. Wówczas ziemie Wielkopolski zdominował system drobnoplemienny. Obszar Wielkopolski zamieszkiwały już wówczas według niektórych historyków najprawdopodobniej plemiona słowiańskie, między innymi Serbowie. W VIII wieku Serbowie przenieśli się na zachód, nad Łabę, a dorzecze Warty zajął zachodni odłam Polan. Z nimi wiąże się powstanie nowego grodu w Gieczu, na Ostrowie Tumskim, w Gnieźnie, czy Ostrowie Lednickim. Na początku X wieku władzę nad grodami plemiennymi Polan przejęli Piastowie.
Wielkopolska stanowiła centrum polityczne państwa Piastów do 1031 roku, gdy region spustoszyła reakcja pogańska oraz najazd Brzetysława w 1038 roku.
Po rozbiciu dzielnicowym Polski w 1138 roku Wielkopolska przypadła Mieszkowi III (Księstwo wielkopolskie).
W XIII wieku nastąpiła silna ekspansja Brandenburczyków na zachodnie granice Wielkopolski. Zajęli oni ziemię lubuską oraz kasztelanię santocką. Jednocześnie zajęli tereny na pograniczu Wielkopolski i Pomorza Zachodniego. W wyniku tych działań powstała Nowa Marchia. Silna polityka kolonizacyjna powiązana z tworzeniem nowych miast (np. Landsberg) i osad wiejskich, doprowadziła z czasem do całkowitej germanizacji zajętych terenów.
Pod koniec XIII wieku książęta wielkopolscy podejmowali próby zjednoczenia pod swoim przywództwem księstw polskich i odrodzenia Królestwa Polskiego, czego zwieńczeniem była koronacja na króla Polski Przemysła II. Po jego zamordowaniu przez Brandenburczyków Wielkopolska została podzielona wzdłuż rzeki Obry pomiędzy księcia śląskiego Henryka III Głogowczyka i księcia kujawskiego Władysława Łokietka, którego część została niedługo później opanowana przez czeskiego króla Wacława II, a po jego śmierci przez Henryka Głogowczyka i jego synów.
W 1474 roku południowa Wielkopolska została najechana przez księcia żagańskiego Jana II Szalonego.

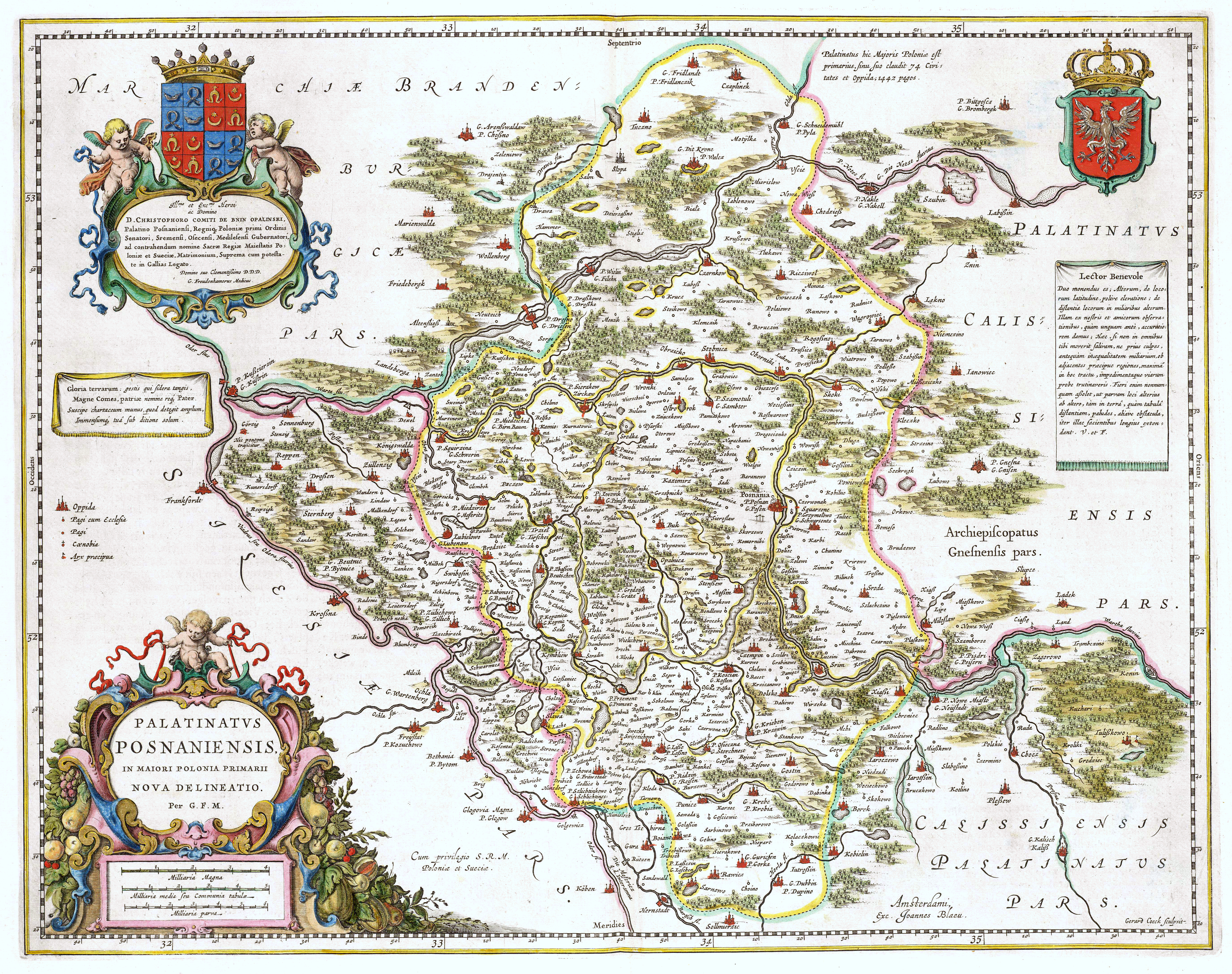
Województwo poznańskie w granicach Rzeczypospolitej Obojga Narodów.

### Dzieje nowożytne

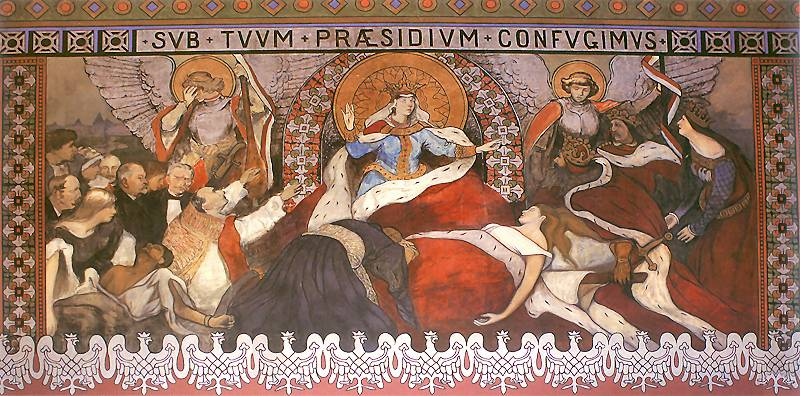
Włodzimierz Tetmajer, alegoria Polski umarłej, 1909, katedra św. Mikołaja Biskupa w Kaliszu

Do końca XVIII wieku składała się z dwóch województw: kaliskiego i poznańskiego, a sejmiki ziemskie obu województw zbierały się w województwie kaliskim, w Środzie (od 1968 Środa Wielkopolska).

### II wojna światowa

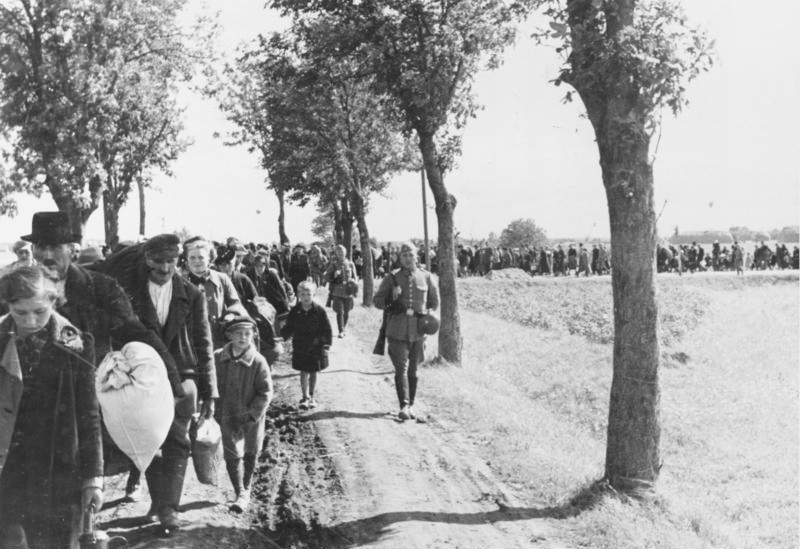
Wysiedlanie Polaków z Kraju Warty w 1939

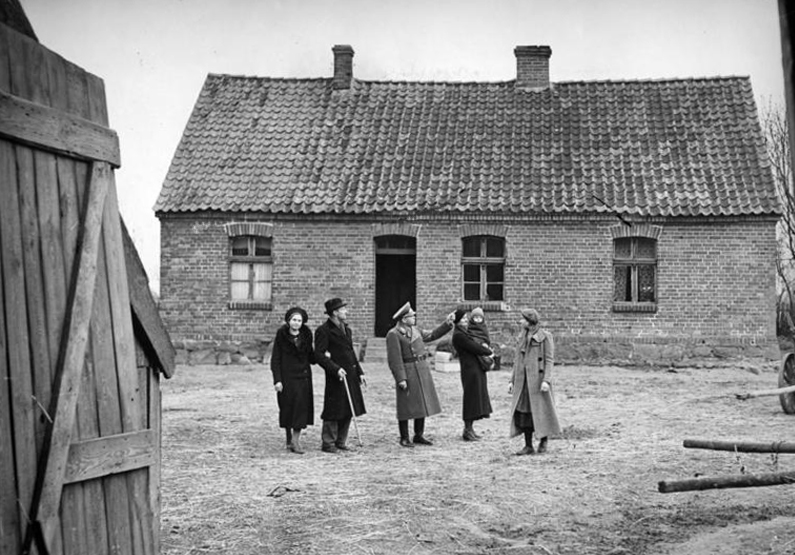
Przesiedleni Niemcy bałtyccy oglądają opuszczone przez Polaków gospodarstwo w Kraju Warty

Podczas niemieckiej okupacji nazwa tego regionu brzmiała Warthegau, czyli Kraj Warty. Zgodnie z wytycznymi władz okupacyjnych przeprowadzono w Wielkopolsce brutalną germanizację i eksterminację ludności. Namiestnik III Rzeszy Artur Greiser, uznając Polaków za „element niegodny do włączenia w społeczeństwo niemieckie”, zarządził masowe wysiedlenia Wielkopolan na wschód. Do końca 1939 wysłano do GG około 80 transportów – ogółem prawie 88 000 osób. Do końca 1940 wysiedlenia objęły już ponad 250 tysięcy osób. W sumie wysiedlono z tych terenów około 680 tysięcy ludności polskiej.
W 1941 nasilono politykę wysiedlania stąd Żydów do dowolnego z blisko 200 gett utworzonych na terenie GG. Z samego Poznania przesiedlono do GG około 70 tysięcy osób. Setki tysięcy ludzi, głównie młodych, czasem jeszcze przed osiągnięciem pełnoletniości, wysiedlono jako robotników przymusowych w głąb Rzeszy.
Na miejsce Polaków i Żydów napływały grupy Niemców ze Wschodu, z terenów zajętych przez ZSRR. Dalszymi grupami byli Niemcy z Wołynia – ponad 50 tysięcy, z Galicji – ponad 50 tysięcy, z Podlasia – prawie 10 tysięcy. Zgodnie z porozumieniem z ZSRR, w 1940 rozpoczęto politykę „repatriacji” dziesiątków tysięcy Niemców z Besarabii, Bukowiny i innych części Rumunii. Istniały plany sprowadzenia na te tereny Niemców zamieszkujących obie Ameryki.

## Herb

Herb województwa kaliskiego nawiązujący do historycznego herbu Wielkopolski ustanowionego przez Kazimierza III Wielkiego

Pierwszym symbolem Wielkopolski stał się orzeł, o czym świadczą pieczęcie konne Władysława Odonica z drugiego i trzeciego dziesięciolecia XIII wieku. Był to raczej herb wielkopolskiej linii Piastów niż jako takiego regionu. Godła tego nie używano po 1243 roku, ale na początku XV wieku powrócono do niego i już na stałe pozostał godłem ziemi poznańskiej. Jest to biały orzeł bez korony i przepaski, w czerwonym polu.
Herb Wielkopolski jako regionu wprowadzony został w połowie XIV wieku pod rządami Kazimierza III Wielkiego. Godłem herbowym Wielkopolski jest ukoronowana czarna głowa bawołu ze złotym kolcem w nozdrzach, opisywana też jako głowa żubra umieszczona w polu szachowanym srebrno – czerwonym. Na niemal wszystkich przekazach z XIV i XV wieku bawół ma złotą koronę na głowie. Jednak na nagrobku króla Władysława II Jagiełły i w Armorialu Gymnich przedstawiono ten herb bez korony. Gdy w późniejszym okresie powołano do życia województwa, to ziemia poznańska vel województwo poznańskie przyjęła za godło orła, natomiast bawół stał się godłem ziemi kaliskiej vel województwa kaliskiego.
W czasach panowania Kazimierza III Wielkiego herb Wielkopolski po raz pierwszy pojawił się w zespołach heraldycznych, które określały zasięg terytorialny Królestwa Polskiego. Z tego okresu znane są cztery zespoły godeł herbów ziemskich:
- zworniki gotyckich sklepień kolegiaty w Wiślicy,
- kościół parafialny w Stopnicy,
- katedra w Sandomierzu,
- sala Hetmańska domu pod nr 17 przy Rynku Głównym w Krakowie.

Od czasów panowania Władysława II Jagiełly herby ziemskie były umieszczane na pieczęciach królewskich. Pieczęcie kancelaryjne trzech pierwszych królów Polski z dynastii Jagiellonów mają tarczę czwórdzielną w krzyż z herbami Polski, Litwy, Wielkopolski i Kujaw.
W późniejszym okresie historyczny herb Wielkopolski pojawia się wyłącznie jako herb ziemi kaliskiej i województwa kaliskiego.

## Warunki naturalne
Wielkopolska położona jest na Pojezierzu Wielkopolskim oraz Nizinie Południowowielkopolskiej. Jest to kraina rozległych pól i łąk, które w dolinach przedzielone są wielkimi obszarami lasów. Ziemia urodzajna w czarnoziemy na wschodnich połaciach. Rolnictwo w Wielkopolsce stanowiło podstawową gałąź gospodarki już od wczesnego średniowiecza.

## Etnografia
Ogółem w Wielkopolsce wyróżniono 106 grup regionalnych i nazw lokalnych ludności wiejskiej. Swoich nazw używa większa część starszych pokoleń mieszkańców, jednak nowe pokolenia ludności wiejskiej w większości już ich nie znają.
- Bambrzy
- Biskupianie
- Dzierżacy
- Hazacy
- Kaliszacy
- Krajniacy
- Pałuczanie
- Mazurzy wieleńscy
- Poznaniacy

## Miasta
Do największych miast Wielkopolski (powyżej 20 tys. mieszkańców) należą: 
| Lp. | Miasto              | Populacja (2015) | Powierzchnia | Województwo        | Województwo w czasach I RP |
| --- | ------------------- | ---------------- | ------------ | ------------------ | -------------------------- |
| 1.  | Poznań              | 548 028          | 261,91 km²   | wielkopolskie      | poznańskie                 |
| 2.  | Kalisz              | 103 997          | 69,42 km²    | wielkopolskie      | kaliskie                   |
| 3.  | Konin               | 77 224           | 82,20 km²    | wielkopolskie      | kaliskie                   |
| 4.  | Piła                | 74 609           | 102,68 km²   | wielkopolskie      | poznańskie                 |
| 5.  | Ostrów Wielkopolski | 72 890           | 41,90 km²    | wielkopolskie      | kaliskie                   |
| 6.  | Gniezno             | 69 883           | 40,89 km²    | wielkopolskie      | kaliskie                   |
| 7.  | Leszno              | 64 589           | 31,90 km²    | wielkopolskie      | poznańskie                 |
| 8.  | Swarzędz            | 31 084           | 8,23 km²     | wielkopolskie      | poznańskie                 |
| 9.  | Luboń               | 30 676           | 13,51 km²    | wielkopolskie      | poznańskie                 |
| 10. | Śrem                | 30 152           | 12,37 km²    | wielkopolskie      | poznańskie                 |
| 11. | Września            | 29 552           | 12,73 km²    | wielkopolskie      | kaliskie                   |
| 12. | Krotoszyn           | 29 397           | 22,50 km²    | wielkopolskie      | kaliskie                   |
| 13. | Jarocin             | 26 311           | 22 km²       | wielkopolskie      | kaliskie                   |
| 14. | Wałcz               | 26 231           | 38,17 km²    | zachodniopomorskie | poznańskie                 |
| 15. | Wągrowiec           | 25 178           | 17,83 km²    | wielkopolskie      | kaliskie                   |
| 16. | Kościan             | 24 011           | 8,79 km²     | wielkopolskie      | poznańskie                 |
| 17. | Koło                | 23 026           | 13,85 km²    | wielkopolskie      | kaliskie                   |
| 18. | Środa Wielkopolska  | 22 572           | 17,98 km²    | wielkopolskie      | kaliskie                   |
| 19. | Rawicz              | 20 846           | 8,94 km²     | wielkopolskie      | poznańskie                 |
| 20. | Gostyń              | 20 183           | 11,09 km²    | wielkopolskie      | poznańskie                 |